# Pokémon 4: Głos lasu
Pokémon: Głos lasu (jap. 劇場版ポケットモンスター セレビィ 時を越えた遭遇 Gekijōban Poketto Monsutā Serebii Toki o Koeta Deai; ang. Pokémon 4Ever: Celebi – Voice of the Forest) – japoński animowany film przygodowy science fantasy z 2000 roku w reżyserii Kunihiko Yuyamy na podst. franczyzy Pokémon. Trzeci pełnometrażowy film w ramach serialu anime Pokémon: Original Series (1997–2002). W Polsce film był emitowany w rodzinie kanałów Filmbox w wersji lektorskiej.

## Obsada głosowa
- Rica Matsumoto – Ash Ketchum
- Ikue Ōtani – Pikachu
- Mayumi Iizuka – Misty
- Yūji Ueda – Brock
- Megumi Hayashibara – Jessie
- Shin’ichirō Miki – James
- Inuko Inuyama – Meowth
- Satomi Kōrogi – Togepi
- Keiko Toda – Sammy
- Mika Kanai – Bayleef
- Anne Suzuki – Diana
- Mami Koyama – Towa
- Shirō Sano – Iron Masked Marauder
- Katsuyuki Konishi – Scizor
- Yumi Tōma – Sneasel
- Kazuko Sugiyama – Celebi
- Masahiko Tanaka – Suicune
- Takashi Fujii – White
- Kōichi Yamadera – Hunter
- Kōichi Sakaguchi – Scyther
- Tomoyuki Kōno – Houndoom
- Hisao Egawa – Ursaring
- Akiko Suzuki – Furret
- Ryōka Yuzuki –
- Shinichi Namiki – Stantler
- Kaori Tsuji – Oddish
- Masaru Motegi – Croconaw
- Unshō Ishizuka –
  - profesor Samuel Oak,
  - narrator
- Tomokazu Seki – Tracey Sketchit

Na podstawie materiału źródłowego.

## Wersja polska
Na zlecenie: SPI International Polska – Studio Sonoria

Tekst: Dariusz Dunowski

Czytał: Piotr Borowiec